# One Piece : La Malédiction de l'épée sacrée
One Piece : La Malédiction de l'épée sacrée est le cinquième long métrage d'animation basé sur la franchise One Piece. Il est sorti dans les salles japonaises le 6 mars 2004 et en France le 29 aout 2012 directement en DVD.

## Synopsis
L'équipage au chapeau de paille fait une halte dans une ville portuaire de l'île d'Asuka. Peu après leur arrivée, Zoro disparaît. Pendant que l'équipage part à sa recherche, Sanji suit Maya, une fille originaire de l'île, vers un village. Ici, Zoro y est aperçu accompagné de soldats de la Marine. Zoro est désormais enrôlé dans la Marine et volera à la prêtresse du village des perles magiques. Derrière toute cette magouille se trouverait Saga, un ancien ami de Zoro, qui tenterait de faire revivre la terrible épée aux sept étoiles. Luffy décide donc d'aider Maya, la prêtresse du village, à contrecarrer les plans de Saga pour avoir une explication avec Zoro.

## Dans la chronologie
Ce film peut s'intégrer dans la chronologie de la série animée. Il fait directement suite au précédent film, L'Aventure sans issue, en commençant là où ce dernier se terminait. Ainsi le film semble se placer entre les arcs Alabasta et Jaya. Toutefois il est fait référence à la prime de 100 000 000 de Berry de Luffy et de la prime de Zoro, alors qu'à ce moment l'équipage ignore encore la mise à jours des primes à la suite de la bataille d'Alubarna.